# Royal Flush
Royal Flush est un album de hard bop enregistré en septembre 1961 par le trompettiste américain Donald Byrd.
Cet album a été le chant du cygne de la merveilleuse équipe formé par Donald Byrd et Pepper Adams, mais il a aussi marqué l'introduction dans le monde du jazz d'un remarquable pianiste et compositeur qui a dominé la scène musicale depuis, Herbie Hancock.
Dans son autobiographie Herbie Hancock: Possibilities, Herbie Hancock évoque ce qui fut son premier disque ainsi que le fait que Donald Byrd sélectionna pour figurer sur l'album une de ses compositions, Requiem, qui fut la première composition du pianiste à être jamais enregistrée,.

## Historique

### Contexte
Selon le critique musical Stephen Thomas Erlewine d'AllMusic, « Donald Byrd était à l'apogée de sa carrière de leader de groupe de hard bop au début des années 1960, et a réalisé une série de sessions remarquablement solides et agréables pour Blue Note. Royal Flush ne fait pas exception à la règle. Enregistré à l'automne 1961, Royal Flush retrouve Byrd qui travaille de nouveau avec le saxophoniste baryton Pepper Adams, mais en y ajoutant le bassiste Butch Warren, le batteur Billy Higgins et, surtout, un jeune pianiste nommé Herbie Hancock ».
Sur cet album, qui est son huitième album pour Blue Note Records, Byrd montre qu'il est prêt à parier sur la jeunesse et l'inexpérience. Il recrute en effet pour ce disque, d'un côté, une jeune section rythmique qui avait attiré son attention, composée du contrebassiste Butch Warren et du batteur Billy Higgins et, de l'autre, Herbie Hancock, un pianiste de 21 ans largement inexpérimenté qui avait fait peu de temps auparavant son apparition sur scène avec le groupe de Donald Byrd au début de l'année 1961 au Birdhouse à Chicago,. Le journaliste Don De Michael du magazine DownBeat avait écrit à cette occasion « Byrd a trouvé en Herbie Hancock, 21 ans, ce qui pourrait être une importante découverte dans le domaine du piano ». Donald Byrd déclare à l'époque à Leonard Feather, auteur de la notice originale du LP (original liner notes) : « Herbie sonne presque comme une combinaison de Bill Evans, Ahmad Jamal et Hank Jones. Je l'ai trouvé à Chicago. je suis sûr qu'il deviendra très important »,.
Les trois jeunes gens - Hancock, Warren et Higgins - allaient devenir rapidement des piliers des sessions Blue Note au cours des années suivantes.

### Enregistrement et production

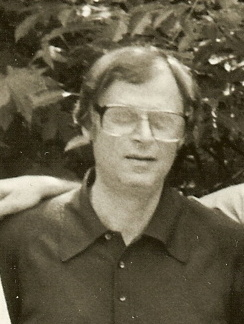
Rudy Van Gelder.

L'album Royal Flush est enregistré le 21 septembre 1961 au Van Gelder Recording Studio à Englewood Cliffs dans le New Jersey,,,,,,.
Il est produit par le fondateur du légendaire label de jazz Blue Note, Alfred Lion,, ou Alfred Loew de son vrai nom, un producteur né en Allemagne en 1908 qui voyagea aux États-Unis en 1930 et s'y établit en 1938 pour fuir l'Allemagne nazie,,.
La prise de son est assurée par Rudy Van Gelder, un ingénieur du son spécialisé dans le jazz, considéré comme l'un des meilleurs ingénieurs de l'histoire de l'enregistrement, dont on estime qu'il a enregistré et mixé plus de 2 000 albums. Son premier studio, connu durant les années 1950 sous le nom de « Van Gelder Studio, Hackensack, New Jersey », était en fait le living room de ses parents. Ce n'est qu'en 1959 qu'il ouvrira son vrai studio, connu sous le nom de « Van Gelder Studio, Englewood Cliffs, New Jersey ».
L'album Royal Flush date de 1961 et a donc été enregistré non plus dans le salon des parents de Rudy Van Gelder mais dans le studio ouvert par Van Gelder en 1959.

### Publication
L'album sort en 1961 en disque vinyle long play (LP) sur le label Blue Note Records sous les références BLP 4101 et BST 84101,,.
La notice du LP original (original liner notes) est de la main de Leonard Feather, pianiste, compositeur et producteur de jazz d'origine britannique, qui a longtemps été l'auteur le plus lu et le plus influent en matière de jazz.
La photographie est l'œuvre de Francis Wolff,,, un producteur et photographe né en 1908 en Allemagne et émigré aux États-Unis en 1939, ami d'enfance d'Alfred Lion, le fondateur du label Blue Note, dont Wolff partageait la direction avec Lion,.
La conception graphique de l'album est l'œuvre de Reid Miles,,, un photographe et designer américain né en 1927 et recruté en 1955 par Francis Wolff pour Blue Note, pour lequel il réalisa des centaines de pochettes d'albums et développa « un langage graphique vraiment unique et caractéristique » en intégrant soit des photos de Wolff soit ses propres photos, en faisant de la monochromie un art et en jouant avec les typographies jusqu'à envahir de lettres les couvertures des albums,.

### Rééditions
L'album est réédité à de nombreuses reprises en disque vinyle long play (LP) de 1966 à 2019 par les labels Blue Note, Doxy, Music Matters, Dol, Elemental Music, Urp Music Distribution et Jazz Images,.
À partir de 1994, Royal Flush est publié en CD à plusieurs reprises sur les labels Blue Note, Phantom et EMI,.
L'album est remastérisé en 2006 par Rudy Van Gelder lui-même, alors âgé de 82 ans.

## Accueil critique
Pour Leonard Feather, auteur de la notice originale du LP (original liner notes), « Près de cinq ans se sont écoulés depuis que Pepper Adams et Donald ont commencé à se produire ensemble à New York. Leur compatibilité musicale s'est améliorée au fil du temps ; ils ont désormais atteint une cohésion comparable à celle de peu d'autres groupes de jazz moderne. Diz et Bird, Mulligan et Baker sont les seuls autres qui me viennent à l'esprit ». En ce qui concerne l'album, Feather souligne que « chacune des six compositions a un caractère suffisamment affirmé pour conférer à l'ensemble de l'album une cohérence à travers ses changements d'ambiance, de tempos et de concepts ». Et Feather de conclure en parlant de Byrd que cet album est « son album le plus mature et le plus stimulant à ce jour ».
En septembre 1962, la revue Billboard évoque « Un autre album fort de la star de la trompette et de son éternel compagnon instrumental Pepper Adams, au saxophone baryton. Ils jouent sur ce disque un jazz très swinguant et il y a des moments très inspirés dans les ballades ».
En 1963, la revue High Fidelity rend compte de l'album en des termes élogieux : « Byrd, qui est devenu un trompettiste émouvant et provocateur, est rejoint ici par un jeune pianiste exceptionnel, Herbie Hancock, et le saxophone baryton Pepper Adams, qui ne cesse de s'améliorer. Byrd a une façon très autoritaire et totalement imperturbable de développer ses solos. Les six sélections (dont cinq originaux) sont développées de manière réfléchie, avec des résultats particulièrement intéressants sur Hush, 6 M's et Requiem ».
Toujours en 1963, la revue DownBeat met en exergue le morceau Shangri-La dont « le thème semblable à un hymne est soutenu par des figures contrastées jouées par la section rythmique ».
En 1978, les auteurs de The Illustrated Encyclopedia of Jazz Brian Case, Stan Britt et Trisha Palmer estiment que, sur les morceaux Jorgie's et Shangri-La, l'écriture du trompettiste  évite les clichés de l'époque.
Le site AllMusic n'attribue que 3 étoiles à l'album Royal Flush et pourtant le critique musical Stephen Thomas Erlewine d'AllMusic est plutôt élogieux : « Le quintette joue pour l'essentiel un set de hard bop vital ». « Ce qui est vraiment intéressant, c'est quand ils commencent à repousser les limites du bop ». « Tout au long de la session, Byrd et Adams sont impressionnants, alternant entre des solos percutants et élégants, mais Hancock est tout aussi bon, signalant dès le début de sa carrière son talent profond et unique ».
Pour Charles Waring du site Udiscovermusic (2019) « Royal Flush reste un album important dans le répertoire de Donald Byrd. S'il marque la fin d'une association longue de cinq ans avec Pepper Adams - ce sera la dernière collaboration entre lui et Byrd -, il présente également au monde son protégé Herbert Jeffrey Hancock qui, peu de temps après, se fera remarquer à la fois comme artiste solo et comme membre du quintet révolutionnaire de Miles Davis ». « Royal Flush reste un album de référence de la période hard bop dorée du trompettiste, même s'il repousse les limites du genre. Mais cela n'aurait pas été possible sans la présence de Herbie Hancock, Butch Warren et Billy Higgins. Ils étaient les as dans la manche de Byrd, et leur jeunesse a ouvert de nouvelles perspectives d'expression sonore, aidant à amener le trompettiste - et le jazz - dans une nouvelle direction passionnante ».
Brian Morton, sur le site Jazz Journal (2019) souligne que Hancock s'en remet largement à Byrd : « Si son accompagnement est impeccable et ses propres solos toujours pleins d'intérêt, on sent que c'est le groupe de Byrd ».
En 2000, Colin Larkin attribue 3 étoiles à l'album Royal Flush dans son Encyclopedia of Popular Music.

## Liste des morceaux
L'album est composé de quatre titres originaux de Donald Byrd, du morceau Requiem composé par Herbie Hancok et d'un standard du jazz (I'm A Fool To Want You) :
| 1.    | Hush                   | Donald Byrd                             | 6:21 |
| 2.    | I'm A Fool To Want You | Joel Herron / Frank Sinatra / Jack Wolf | 6:13 |
| 3.    | Jorgie's               | Donald Byrd                             | 8:04 |
| 4.    | Shangri-La             | Donald Byrd                             | 6:34 |
| 5.    | 6 M's                  | Donald Byrd                             | 6:28 |
| 6.    | Requiem                | Herbie Hancock                          | 7:06 |
| 40:59 |                        |                                         |      |

## Musiciens
Sur cet album, Donald Byrd est secondé par le saxophoniste Pepper Adams, par le pianiste Herbie Hancock et par une section rythmique composée de Butch Warren à la contrebasse et Billy Higgins à la batterie, :
- Donald Byrd : trompette
- Pepper Adams : saxophone baryton
- Herbie Hancock : piano
- Butch Warren : contrebasse
- Billy Higgins : batterie